# Space Man (chanson)
Pour l’article homonyme, voir Spaceman.
Chansons représentant le Royaume-Uni au Concours Eurovision de la chanson
Embers
(2021) I Wrote a Song
(2023)
Clip vidéo
[vidéo] « Space Man », sur YouTube
Space Man est un single du chanteur britannique et star de TikTok Sam Ryder sortie le 22 février 2022. Cette chanson représente le Royaume-Uni lors du Concours Eurovision de la chanson 2022 qui a lieu à Turin, en Italie. Après avoir été sélectionnée en interne par la BBC, le diffuseur britannique du Concours Eurovision de la chanson.

## Sortie
La chanson est sortie le 22 février 2022 sur toutes les principales plateformes de streaming.

## Live performances
Ryder a interprété la chanson sur The One Show de la BBC le jour même où il a été annoncé comme participant britannique à l'Eurovision 2022. Ryder a également interprété la chanson au Nikolaos Tsitiridis Show alors qu'il enregistrait en Bulgarie la performance de sauvegarde britannique « live-on-tape » pour l'Eurovision.

## Concours Eurovision de la chanson

### Sélection
Le 21 octobre 2021, au lendemain de la publication de la liste officielle des participants à l'Eurovision 2022, la BBC a annoncé ses plans pour la sélection nationale britannique, optant pour un processus interne non plus en collaboration avec le label BMG, mais avec TaP Music. Les principaux artistes de la société de gestion comprennent Dua Lipa, Ellie Goulding et Lana Del Rey. Kate Phillips (rédactrice en chef de la BBC) a déclaré que la nouvelle collaboration « permettra à la BBC de puiser dans de grands talents musicaux » et que le diffuseur a « de grandes ambitions pour le concours 2022 ». Le 25 janvier 2022, TaP a révélé qu'ils avaient commencé à présélectionner des artistes potentiels pour le concours - avec des artistes établis, émergents et nouveaux les ayant approchés pour le projet Eurovision - et qu'ils avaient travaillé avec BBC Radio 1 et Scott Mills afin de choisir le représentant britannique.
Sam Ryder a été annoncé comme participant avec la chanson Space Man le 10 mars 2022,. Sa participation a été révélée par Scott Mills dans l’émission BBC Radio 1's breakfast avec Greg James, Space Man ayant précédemment présenté comme « Air de la semaine » dans l'émission de l’après-midi sur Radio 1.

### À l'Eurovision
Le Concours Eurovision de la chanson 2022 aura lieu au PalaOlimpico de Turin en Italie, et consistera en deux demi-finales les 10 et 12 mai, et la grande finale le 14 mai 2022. Le Royaume-Uni étant membre du « Big Five », se qualifie directement pour la finale, avec l'Allemagne, l'Espagne, la France et l'Italie (également pays hôte en 2022). En plus de leur participation à la finale, le Royaume-Uni est également tenu de diffuser et de voter dans l'une des deux demi-finales. Cela a été décidé via un tirage au sort organisé lors du tirage au sort de la demi-finale le 25 janvier 2022, lorsqu'il a été annoncé que le Royaume-Uni voterait lors de la deuxième demi-finale.

## Réception critique
The Evening Standard a décrit la chanson comme « une chanson pop solidement écrite; reste à savoir si elle séduira nos cousins européens ».
James Hall dans The Daily Telegraph a déclaré: « Ryder représente notre plus grand espoir de renaître des cendres de l'Eurovision pendant des années. [...] Non seulement il peut chanter, mais il peut aussi jouer grâce à son temps sur le circuit du métal et à Nashville. Il a du charisme. [...] Le choisir est une décision intelligente. ».

## Réception commerciale
Space Man a culminé au numéro 13 du Top 100 du classement officiel des ventes de singles au Royaume-Uni et au numéro 11 du Top 100 du classement officiel des téléchargements de singles au Royaume-Uni le 18 mars 2022. Le 20 mars, Space Man a culminé au numéro 28 sur The Official Big Top 40.

## Classements hebdomadaires
| Classement (2022)                                     | Meilleure position |
| ----------------------------------------------------- | ------------------ |
| Téléchargements en Allemagne (Official German Charts) | 12                 |
| Australie (ARIA)                                      | 30                 |
| Belgique (Flandre Ultratop 50 Singles)                | 22                 |
| Global 200 (Billboard)                                | 93                 |
| Grèce (IFPI Greece)                                   | 51                 |
| Irlande (Irish Singles Chart)                         | 22                 |
| Islande (Plötutíðindi)                                | 5                  |
| Lituanie (AGATA)                                      | 13                 |
| Pays-Bas (Nederlandse Top 40)                         | 27                 |
| Pays-Bas (Single Top 100)                             | 71                 |
| Téléchargement au Royaume-Uni (OCC)                   | 11                 |
| Ventes au Royaume-Uni (OCC)                           | 13                 |
| Slovaquie (IFPI Rádio)                                | 46                 |
| Suède (Sverigetopplistan)                             | 15                 |
| Suisse (Schweizer Hitparade)                          | 45                 |
| Turquie (Radiomonitor Top 100)                        | 42                 |

## Historique de sortie
| Pays        | Date            | Format(s)        | Label        | Réf.  |
| ----------- | --------------- | ---------------- | ------------ | ----- |
| Royaume-Uni | 22 février 2022 | - Téléchargement | - Parlophone | [ 2 ] |